# Sings the Songs of Dallas Frazier
Albums de George Jones
If My Heart Had Windows
(1968) I'll Share My World with You
(1969)
Sings the Songs of Dallas Frazier est un album de l'artiste américain de musique country George Jones. Cet album est sorti en 1968 sur le label Musicor Records. Toutes les chansons de cet album ont été écrites par Dallas Frazier.

## Liste des pistes
| No  | Titre                                           | Durée |
| --- | ----------------------------------------------- | ----- |
| 1.  | I Can't Get There from Here                     |       |
| 2.  | Looking for My Feel Good                        |       |
| 3.  | When Love Was Green                             |       |
| 4.  | Hangin' on to One & Hangin' Round the Other     |       |
| 5.  | Half of Me Is Gone                              |       |
| 6.  | Honky Tonk Downstairs                           |       |
| 7.  | My Baby Left Her Jinglin' John for Foldin' Fred |       |
| 8.  | Girl I Almost Knew                              |       |
| 9.  | There Ain't No Grave Deep Enough                |       |
| 10. | There's Nothing Left for You                    |       |

## Positions dans les charts
Album – Billboard (Amérique du nord)
| Année | Chart          | Position |
| ----- | -------------- | -------- |
| 1968  | Albums country | 14       |